# Elecciones parlamentarias de Islandia de 1930
Las elecciones en la Cámara Alta del Alþingi fueron realizadas en Islandia el 15 de junio de 1930. Tras las reformas de 1915, se abolieron los 6 escaños de la Cámara Alta designados por la monarquía, siendo reemplazados por 6 escaños elegidos democráticamente. Los escaños fueron elegidos por representación proporcional a nivel nacional, utilizando el método D'Hondt. Los 8 escaños restantes fueron elegidos junto con la Cámara Baja. Estas fueron las últimas elecciones en donde solo se elegía la Cámara Alta, ya que a partir de 1934 hasta la actualidad se eligen tanto a miembros de la Cámara Baja como la Cámara Alta.

## Resultados
| Partido                                | Votos  | %    | Escaños |
| -------------------------------------- | ------ | ---- | ------- |
| Partido de la Independencia            | 11.671 | 48.3 | 2       |
| Partido Progresista                    | 7.585  | 31.4 | 1       |
| Partido Socialdemócrata                | 4.893  | 20.3 | 0       |
| Votos en blanco/nulos                  | 149    | –    | –       |
| Total                                  | 24.298 | 100  | 3       |
| Participación electoral                | 34.467 | 70.5 | –       |
| Fuente: Mackie & Rose, Nohlen & Stöver |        |      |         |